# Lothar Friedrich
Lothar Friedrich (* 11. Dezember 1930 in Völklingen; † 19. April 2015) war ein deutscher Radrennfahrer.

## Sportliche Laufbahn
Friedrich begann seine Radsportkarriere als Querfeldeinfahrer. Dabei trat er auch international in Erscheinung, als er bei den Querfeldein-Weltmeisterschaften teilnahm. Beim 1954er-Rennen wurde er 25., ein Jahr später belegte er als bester Deutscher den 9. Rang. Gleichzeitig fuhr er auch Straßenrennen und gehörte bei der Amateurstraßen-WM 1954 in Solingen zum deutschen Aufgebot, schied jedoch vorzeitig aus. Bei der Straßen-Weltmeisterschaft der Amateure 1955 erkämpfte er sich den 8. Platz. Bei der Österreich-Rundfahrt 1955 wurde er Großglocknerkönig, d. h., er überquerte den Großglockner auf der Etappe als Erster.
Nachdem Friedrich bis 1956 noch als Bergmann im saarländischen Revier gearbeitet hatte, wandte er sich noch im gleichen Jahr dem Berufssport zu. Zunächst fuhr er für den deutschen Rennstall Ruberg, bei dem auch der Radsportveteran Günther Pankoke unter Vertrag stand. Später fuhr er lange Jahre für die Teams von Fichtel & Sachs bzw. Torpedo. Beim Großen Preis Fichtel & Sachs 1957 holte er sich den einzigen bedeutenden Sieg seiner Karriere. Ebenfalls 1957 begann auch seine Teilnahme an den großen Etappenrennen. Bei der Tour de Suisse 1957 belegte er hinter Hennes Junkermann (4.) als zweitbester deutscher Fahrer Platz fünf. Bei der Tour de France 1957 verfehlte er auf der 12. Etappe als Zweiter nur knapp den Tagessieg, schied aber auf der folgenden Etappe nach einem unglücklichen Sturz aus.
Ab 1956 beteiligte sich Friedrich auch an den Straßenweltmeisterschaften der Profis. Bei seinem ersten Auftritt bei der WM 1956 gehörte er zu den fünf ausgeschiedenen deutschen Fahrern. Anschließend war er bis 1960 bei jeder Weltmeisterschaft dabei. Bei den UCI-Straßen-Weltmeisterschaften 1960 auf dem Sachsenring belegte er beim Sieg von Rik Van Looy den 26. Platz. Mit dem 25. Platz erzielte er bei der WM 1958 sein bestes Ergebnis. Bis 1960 gehörte Friedrich regelmäßig zu den Teilnehmern der Tour de France. 1958 fuhr er seine erfolgreichste Tour. Zwar reichte es, wie auch später, nicht zu einem Etappensieg, in der Gesamtwertung kam er trotzdem als bester Deutscher auf den 12. Platz.
1960 fuhr Friedrich seine letzten großen Rennen, bei denen er noch einmal beachtliche Platzierungen erreichen konnte. Allen voran stand der 3. Platz bei der Deutschen Meisterschaft im Profistraßenrennen. Bei der Deutschland Tour verpasste er bei der 6. Etappe knapp hinter dem Schweizer Fredy Rüegg den Tagessieg und erreichte im Gesamtklassement den 17. Rang.
Neben seinen zahlreichen Auftritten im Straßenrennsport kehrte Friedrich immer wieder zum Querfeldeinfahren zurück. So beteiligte er sich 1959 noch einmal an der Querfeldeinweltmeisterschaft, wo er neben dem Vize-Weltmeister Rolf Wolfshohl als zweitbester Deutscher 15. wurde.